# Metzgeria ciliata
Metzgeria ciliata är en bladmossart som beskrevs av Giuseppe Raddi. Metzgeria ciliata ingår i släktet bandmossor, och familjen Metzgeriaceae. Inga underarter finns listade i Catalogue of Life.